# María Santísima de las Angustias Coronada (Sevilla)
María Santísima de las Angustias, más conocida popularmente como Virgen de los Gitanos es una advocación de la Virgen María venerada en el santuario de Jesús de la Salud y María de las Angustias de la ciudad de Sevilla (España).
Es la imagen mariana titular de la Hermandad de los Gitanos, de donde recibe su popular nombre. Fue realizada en 1937 por el escultor José Rodríguez y Fernández-Andes y fue coronada canónicamente en 1988. Su camarera de honor es Cayetana Fitz-James Stuart, XVIII duquesa de Alba, y su vestidor Antonio Bejarano Ruiz.
La gran devoción que la profesan los fieles se ve reflejada en la existencia de otras hermandades penitenciales surgidas en otros puntos de España que han adoptado su advocación, como la Hermandad de los Gitanos de Madrid, fundada en 1996.

## Historia
Durante los disturbios que siguieron al golpe de Estado de julio de 1936 en Sevilla es incendiada la iglesia de San Román, entonces sede canónica de la Hermandad de los Gitanos, que perdió gran parte su patrimonio, entre el que se hallaba la antigua Virgen de las Angustias, obra atribuida a José Montes de Oca. Ante esta situación, la hermandad decidió encargar una nueva imagen, la actual, al escultor José Rodríguez y Fernández-Andes, quien realizó además la imagen del Cristo de los Gitanos, donando la Virgen a la hermandad.

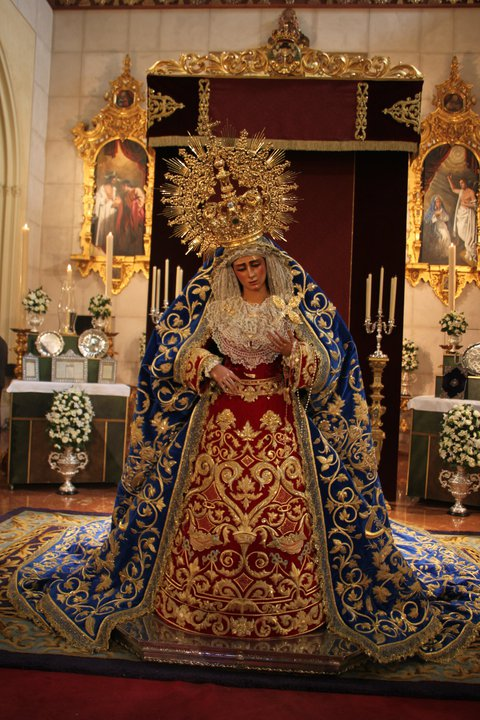
Aspecto que lució la Virgen de los Gitanos en el besamanos del año 2011.

El 15 de marzo de 1937 fue bendecida la nueva imagen en el altar principal de Santa Catalina, en su iglesia de San Román, asistiendo a la ceremonia Maruja Queipo de Llano, hija de Gonzalo Queipo de Llano y Genoveva Martí Tovar, que fue nombrada el 20 de mayo de 1945 con el cargo de camarera de honor de la imagen. En 1938 fue trasladada en andas hasta la parroquia de San Román, y tuvo lugar su primer besamanos. En 1941 le fue cedida una corona de plata, donada por un devoto a la Hermandad de la Esperanza de Triana, y que también lució algunos años María Santísima de la Esperanza Macarena al ceder su corona de oro de 18 quilates al Tesoro Nacional, hasta que la Hermandad de la Esperanza Macarena volvió a recuperarla.
Fue restaurada por primera vez en 1957, por el escultor sevillano José Paz Vélez, que además le realizó unas nuevas manos. Desde los años 1970 es camarera de honor de la imagen Cayetana Fitz-James Stuart, XVIII duquesa de Alba, que también lo es de la Esperanza Macarena de Sevilla.
El 25 de marzo de 1972 se realizó una ceremonia en la plaza de San Román, presidida por José María Bueno Monreal, entonces cardenal arzobispo de Sevilla. En la ceremonia se le impuso la actual corona de oro de ley, obra de Manuel Seco Velasco en dicho año, con la que fue coronada canónicamente el 29 de octubre de 1988 en una ceremonia realizada en la catedral de Sevilla por el arzobispo de la ciudad, Carlos Amigo Vallejo.
Sufrió varias intervenciones de poca fortuna y se le volvieron a poner sus primitivas manos, hasta que fue restaurada en profundidad en el año 2004 por Enrique Gutiérrez Carrasquilla, que le realizó un nuevo candelero y eliminó repintes, consiguiendo que quedase en su estado originario.

## Descripción

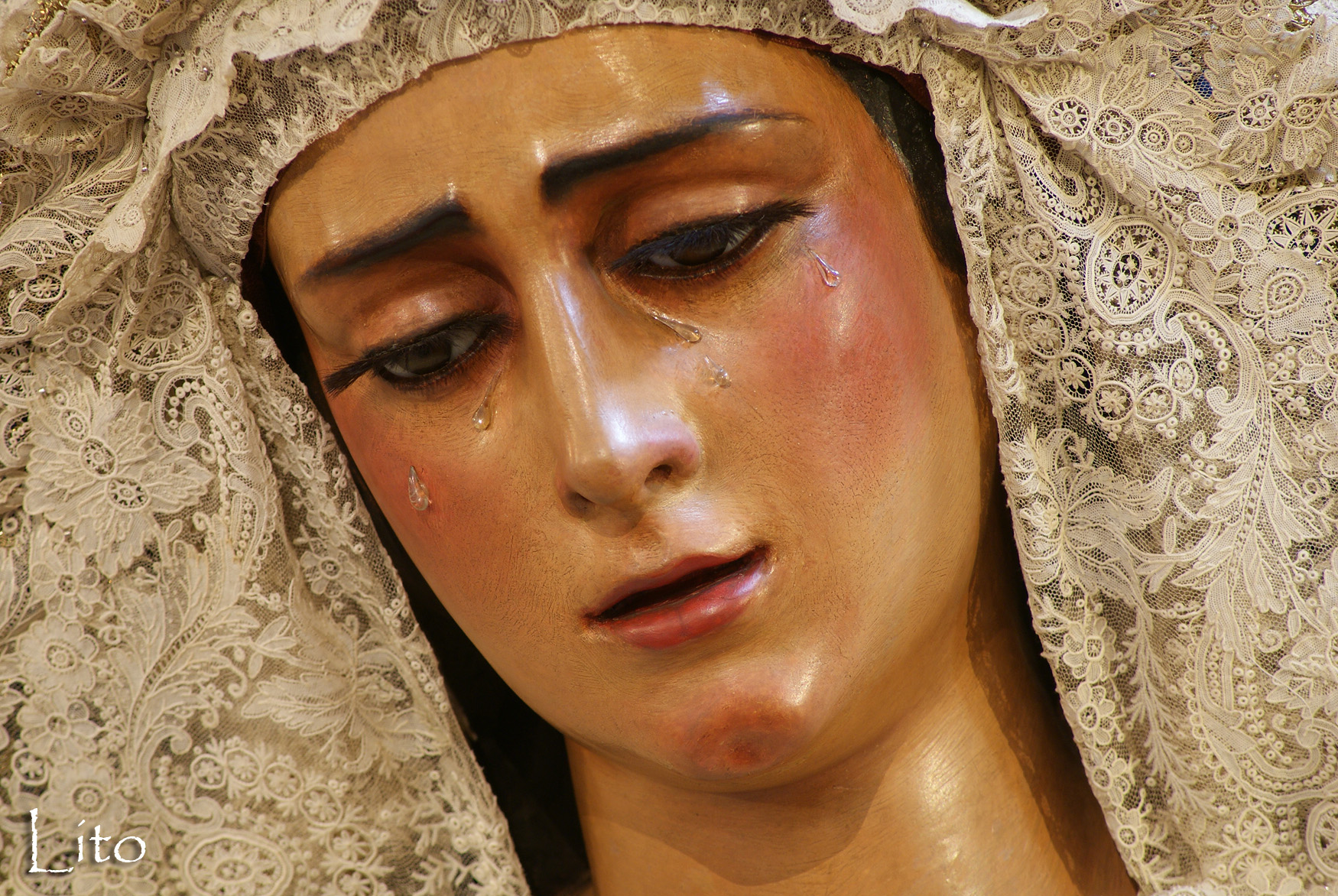
María Santísima de las Angustias

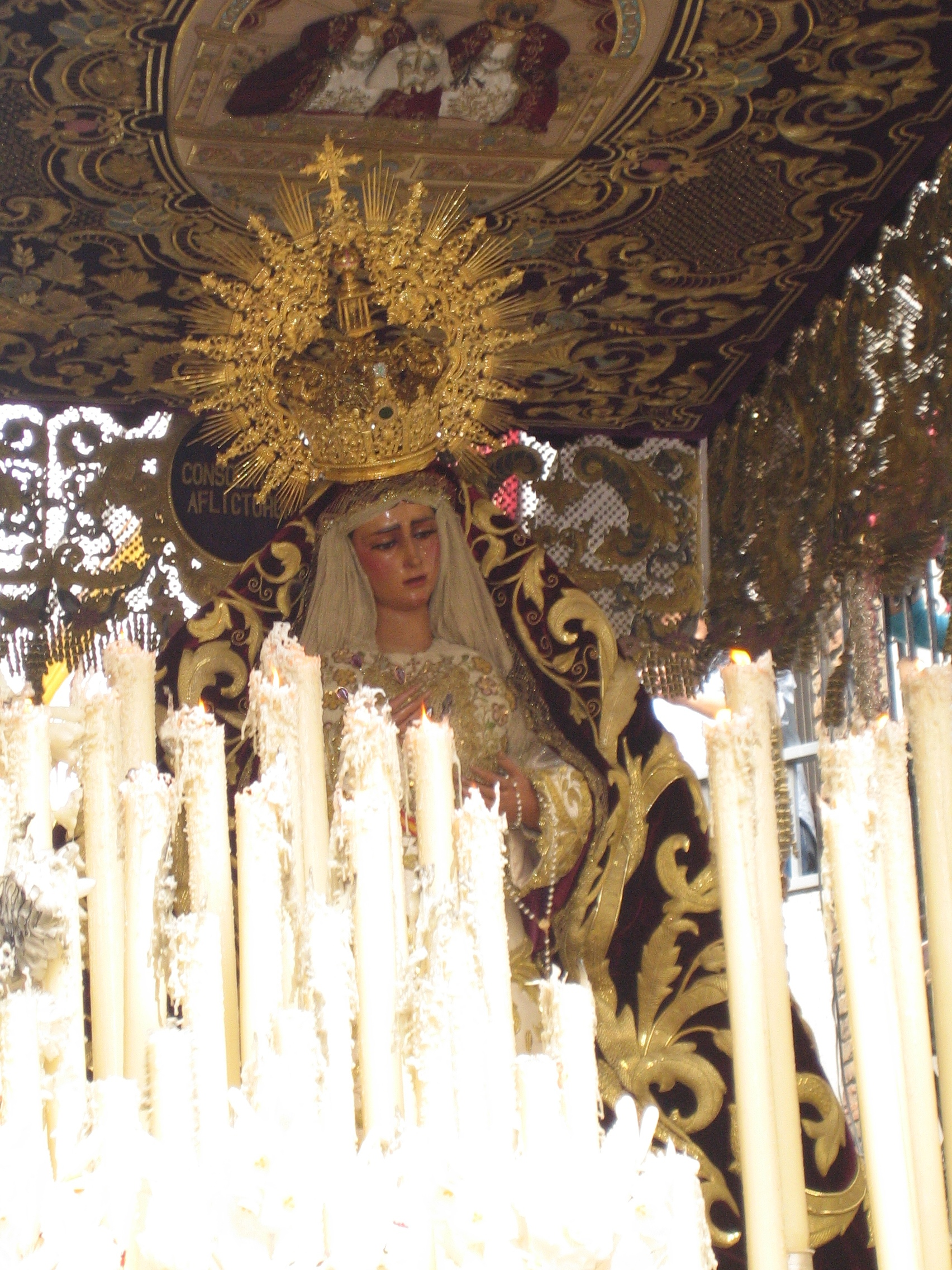
La Virgen de los Gitanos en su paso de palio durante la estación de penitencia del año 2006.

La imagen de la Virgen es una de las más personales de su autor, José Rodríguez y Fernández-Andes, y no se parece nada a la antigua imagen atribuida a Montes de Oca, a excepción del hoyuelo del mentón, y de la cabeza inclinada, postura muy característica en su obra.
Muestra a una mujer de clara etnia gitana, con una policromía tostada en rostro y manos, obra de Juan Balceras. Tiene una altura de 164 centímetros, ojos de cristal y pestañas postizas, con la boca entreabierta que permite ver la lengua y los dientes superiores. Le recorren cinco lágrimas por la mejilla derecha y tres por la izquierda, y representa a la Virgen María al pie de la cruz, tras la crucifixión de su hijo.

## Paso de palio y otros enseres
El actual palio es obra de los talleres Fernández y Enríquez, de Brenes (Sevilla) en 1994, reproduciendo en que hicieran los talleres de Caro en 1938 bajo diseño de José Guillermo Carrasquilla. Es de terciopelo azul y sedas de colores, bordado en oro, y en la gloria reproduce a Santa Ana, la Virgen y el Niño, de la misma forma que están en la iglesia de Santa Ana del barrio de Triana. El paso de palio es portado por treinta y seis costaleros, guiados por los capataces Alberto Gallardo y Joaquín Gallardo Fresno.
Los respiraderos están realizados en plata repujada y cincelada, y se inspiran en los antiguos de Buiza. Para su ejecución se utilizaron 125 kilogramos de plata donados por la actual duquesa de Alba, y son obra de Manuel de los Ríos, mientras que los varales fueron realizados por Ramón León (2000) copiando los antiguos. Otros enseres que completan el paso de palio son la peana de metal plateado por Manuel de los Ríos (1982), la candelería de plata de Ramón León (2003), inspirada en la antigua de Seco y Velasco, las jarras delanteras de Manuel Román Seco, las de entrevarales de Orfebrería Triana (1992), los candelabros de cola en plata de ley, el basamento de Emilio García Armenta (1958) y los brazos de Ramón León (2002).
La corona que porta fue realizada en 1972 por Manuel Seco Velasco en 1972. Se trata de una obra de orfebrería realizada en oro de ley, compuesta de un aro repujado, con canastilla calada formada por seis divisiones enmarcadas con una pilastra; en el templete interior tiene una custodia por pertenecer a una hermandad sacramental, y es coronado por un globo terráqueo con detalles en oro blanco enriquecido con rubíes.